# Unguiculariopsis lesdainii
Unguiculariopsis lesdainii är en lavart som först beskrevs av Vouaux, och fick sitt nu gällande namn av Etayo & Diederich 2000. Unguiculariopsis lesdainii ingår i släktet Unguiculariopsis och familjen Helotiaceae.  Arten är reproducerande i Sverige. Inga underarter finns listade i Catalogue of Life.